# Château de La Tour
Pour les articles homonymes, voir Château de la Tour.
Le château de La Tour est situé au sud de la commune de Saint-Genis-Laval, dans la Métropole de Lyon.

## Description
- La construction quadrangulaire est flanquée d'une tour ronde à l'angle nord ouest et, aux trois autres angles, de pavillons carrés coiffés d'une toiture en terre cuite émaillée à quatre pans. On y accède par un perron monumental.
- À l'intérieur, on découvre les salles d'audience et les prisons aménagées à la Révolution.

Le perron fait l’objet d’une inscription au titre des monuments historiques depuis 1943.
Le château est une propriété privée et ne se visite pas.

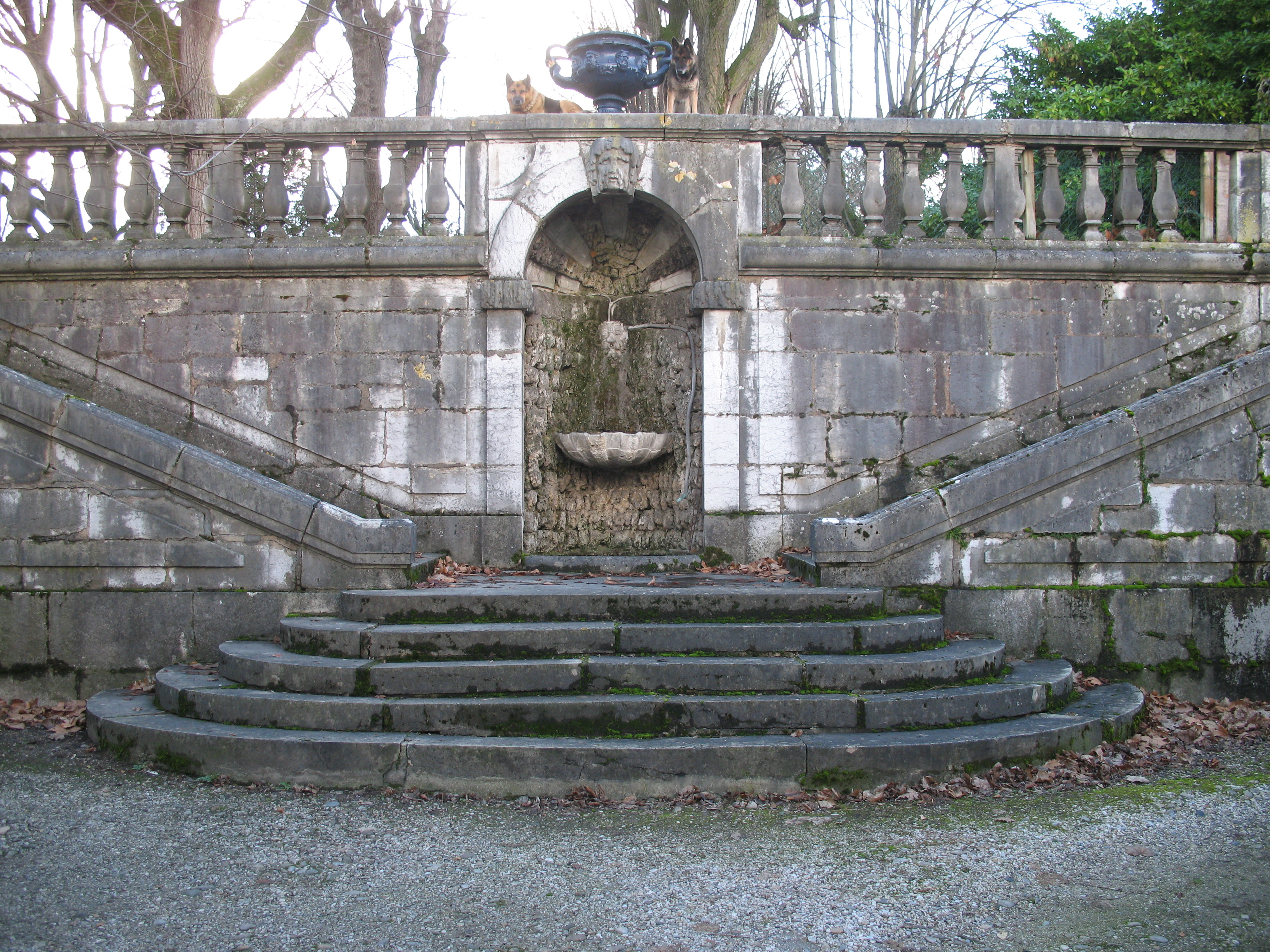
Escalier
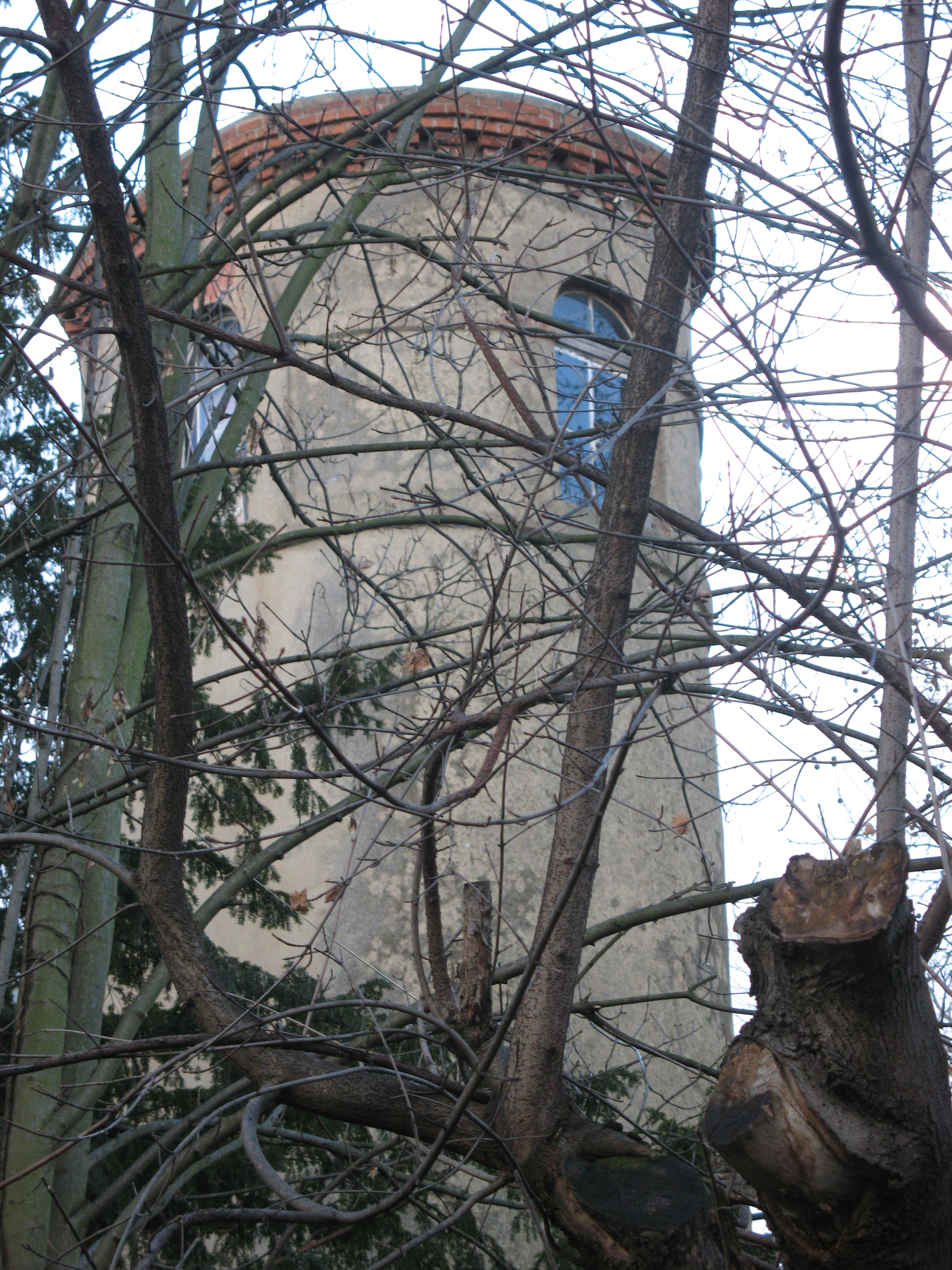
Tour ronde
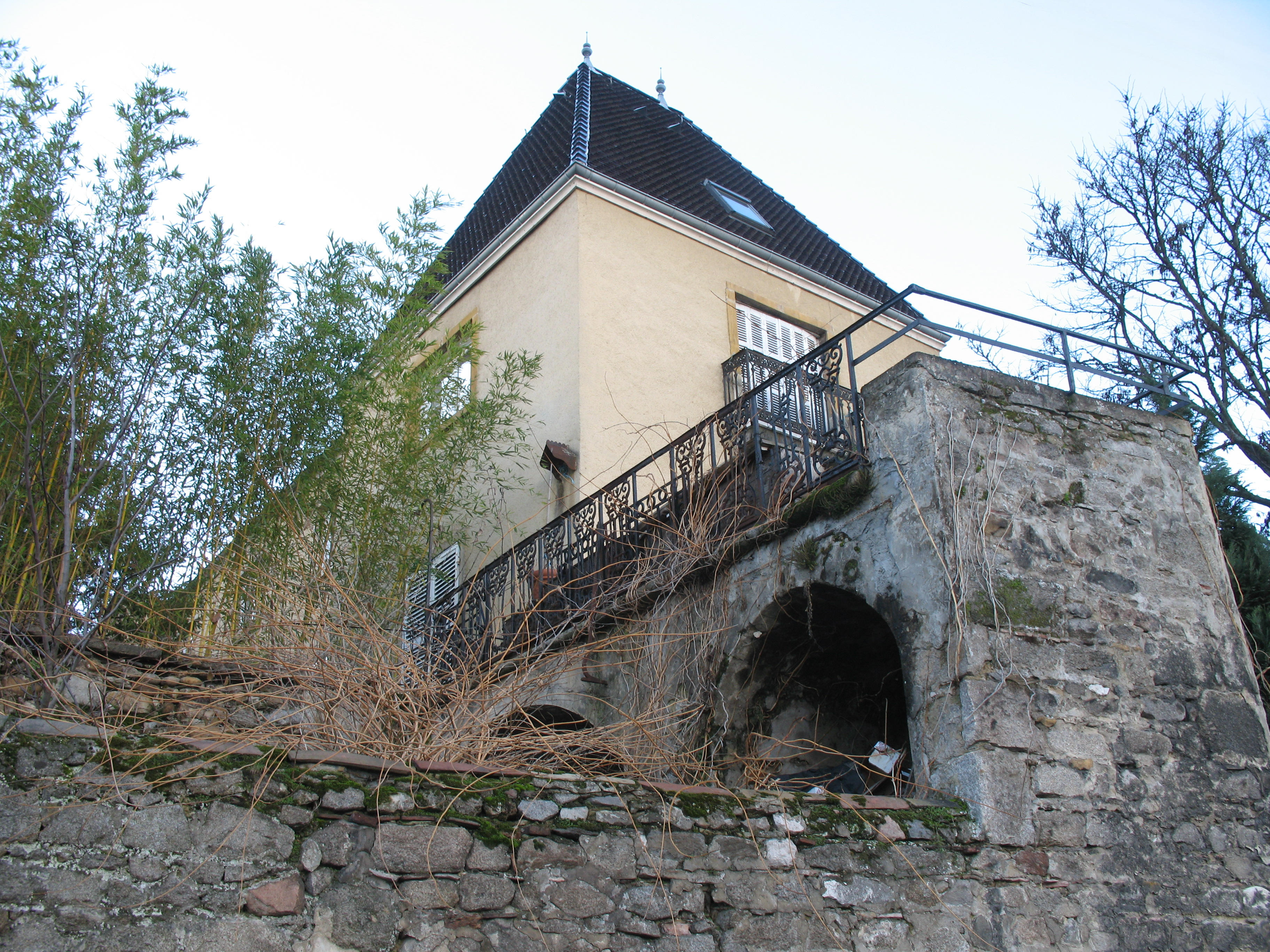
Pavillon oriental

## Historique
Famille de Villars
- 1592: le 25 mars, une trêve y est signée entre le duc de Nemours et Alphonse d'Ornano, alors lieutenant du roi de Navarre.
- début du XVIIe siècle: Jérôme de Villars (1547 - 1626), archevêque de Vienne, fait construire le château actuel.
- 1626: Pierre (1588 - 1662) succède à son oncle, à la fois comme seigneur de La Tour et comme archevêque de Vienne.

Famille Vidaud
- vers 1627: Jean ( - 1655) achète la propriété ; il avait épousé en 1614 Françoise Bezin.
- 1655: Jean (1626 - 1703), fils des précédents, est écuyer, comte de La Bâtie, seigneur de La Tour, Sardon et Anthon ; il avait épousé en 1649 Gabrielle de Sèvre.
- 1703: Jean (1650 - 1707), fils des précédents, est comte de La Bâtie, seigneur de La Tour et capitaine de cavalerie.
- 1707: Pierre (1656 - 1707), frère du précédent, est chevalier, comte de La Bâtie et de Mogneneins, seigneur de La Tour et capitaine de cavalerie ; il décède sans alliance.
- 1707: Gaspard (1671 - après 1732), frère du précédent, est comte de La Bâtie, baron d’Anthon, seigneur de Romdion et de La Tour, conseiller du roi en ses conseils et procureur général du roi au parlement du Dauphiné ; il avait épousé en 1704 Catherine de Simiane de la Coste.
- après 1732: Joseph Gabriel (1706 - 1749), fils des précédents, est chevalier, comte de La Bâtie et de Mogneneins, baron d’Anthon, seigneur de La Tour, Montbives, Biviers et autres lieux ; il avait épousé en 1735 Jeanne-Madeleine de Gallet de Montdragon.

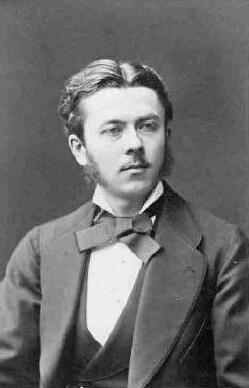
Lucien Bégule en 1874

- 1749: Jean Jacques (1737 - 1794), fils des précédents, est chevalier, comte de La Bâtie, baron d’Anthon, seigneur de Montbives, avocat général puis procureur général et premier président au parlement du Dauphiné ; il épouse en 1773 Marie Joséphine Louise Sophie de Cambis de Fargues ; il est guillotiné le 25 juin 1794 à Orange.

Époque plus récente
- Révolution: Étienne Marion (1742 - 1794), propriétaire du domaine, meurt, victime de la Terreur ; il avait épousé en 1780 Françoise Raynaud ; le château échappe de peu à la démolition ; au rez-de-chaussée, siège le troisième tribunal du département du Rhône, présidé par le comédien Dumanoir.
- Le domaine est vendu par lots.
- 1848: le maître-verrier Lucien Bégule (1848 - 1935) naît au château ; il est le fils de Georges Marie Joseph Bégule (1805 - 1882) et d'Agathe Stéphanie Peillon.

## Armoiries
- Villars: d'azur, à trois molettes d'or au chef d'argent, chargé d'un lion passant de gueules.
- Vidaud: d'azur, à une fasce d'or, accompagné de trois fleurs de lys en chef, et un lion passant de même, en pointe.
- Bégule: de gueules à la folée d'or, accompagné en chef d'une étoile d'argent entre deux croissants d'or et en pointe d'une tête de lion attachée de même.